# خط أنابيب تابلاين
خط الأنابيب عبر البلاد العربية أو تابلاين (بالإنجليزية: TAPLINE; Trans Arabian Pipe Line)‏ خط أنابيب لنقل النفط يمتد من القيصومة (جنوب شرق حفر الباطن) شمال المنطقة الشرقية حتى ميناء صيدا في جنوب لبنان، وهو أكبر خط نفطي في العالم إذ يبلغ طوله 1720 كيلو مترا من الخليج العربي حتى البحر الأبيض المتوسط، وهو معبر نقل النفط من السعودية إلى أوروبا والولايات المتحدة الأميركية. حل محله اليوم خط أنابيب الزيت الخام شرق/غرب وغيره من خطوط الأنابيب، والناقلات الضخمة التابعة لأرامكو السعودية.
كان هذا الخط نشطًا بين 1950-1976م، جدير بالذكر أنه كان عاملاً مهمًا في التجارة العالمية للبترول وفي العلاقات السياسية الأمريكية - الشرق أوسطية، حيث كان الهدف منه هو وصول النفط بكميات أكبر وتكلفة أقل ومدة أقصر وذلك لاعادة إعمار الدول الأوروبية المتضررة بعد الحرب العالمية الثانية (خطة مارشال) وساهم في التنمية الاقتصادية للبنان.

## خط التابلاين والملك عبد العزيز
أوكل الملك عبدالعزيز آل سعود وزير المالية آنذاك عبد الله سليمان مهمة التفاوض مع شركة ستاندارد أويل أوف كاليفورنيا؛ وبالفعل تم الأتفاق مع الشركة في 22 شعبان 1366هـ الموافق 11 يوليو 1947 وفي تاريخ 2 ديسمبر 1950 الموافق 2 ذي الحجة 1370هـ بدأ ضخ النفط السعودي عبر خط التابلاين ثم تقوم بنقله الناقلات البحرية لنقل النفط الخام إلى الأسواق العالمية، وتُقدر المسافة التي يقطعها خط الأنابيب (التابلاين) من شرق المملكة إلى البحر الأبيض المتوسط ما يُقارب 1700كم، وقد سعى القائمون على المشروع بإقامة محطات ضخ لتعمل على تقوية جريان النفط عبر الأنابيب في الأراضي التي يمر بها، وبالفعل أُنشئت محطات للضخ في القيصومة، والشعبة، ورفحاء، والعويقيلة، وعرعر، وحزم الجلاميد، وطريف، وأسميت هذه المنطقة محافظة خط الأنابيب وذلك في 1 رمضان 1369هـ الموافق 17 يونيو 1950م، ثم ضمت هذه المنطقة إلى منطقة الحدود الشمالية بعد إلغاء محافظة خط الأنابيب.
ولم يكن المشروع نفطياً خالصاً بالمعنى الدقيق، بل تأسست بفضله مدن، وعلى سبيل المثال فإن مدينة القيصومة التابعة اليوم لمحافظة حفر الباطن، هي أول مدينة تنشأ عن تجمع عمالي بمحاذاة الخط.
جاء اسم «تابلاين» من اختصار عبارة (بالإنجليزية: Trans-Arabian Pipe Line)‏ والتي تعني بالعربية «خط الأنابيب عبر البلاد العربية» وهذه الترجمة اسم المشروع الرسمي.

## أهدافه
نقل النفط إلى الأسواق الاستهلاكية في كل من أوروبا والولايات المتحدة الأمريكية خلال البحر الأبيض المتوسط.

## مسار الأنبوب
في البداية كان مخططا أن يكون مسار الأنبوب بداية من بقيق في المنطقة الشرقية للسعودية نهاية بميناء حيفا في فلسطين بطول 1,664 كم، لكن نشوء دولة إسرائيل في عام 1948 أدى إلى تعديل مسار الخط ليكون نهايته جنوبي صيدا بلبنان حيث أصبح بطول 1,720 كم.

## إنشاؤه
بدأ إنشاء الأنبوب في عام 1948م، بأمر من الملك عبد العزيز، وجرى إنشاؤه بشراكة ما بين شركة إسو وشيفرون وتكساكو وموبيل. استعمل لإنشاء هذا الأنبوب 305 ألف طن من الأنابيب و3 آلاف قطعة من الآليات ومعدات البناء، وقد عمل على إنشائه أكثر من 16 ألف عامل بتكلفة قدرها 230 مليون دولار. تم الانتهاء من إنشائه في عام 1950م، وبعد شهرين من ذلك بدأ ضخ النفط إلى ميناء صيدا.

## أهم المضخات عليه
- النعيرية
- القيصومة
- رفحاء
- عرعر (بدنة سابقا)
- طريف (وهي آخر محطة ضخ على الجانب السعودي)

## إيقافه
تم إيقاف الضخ إلى صيدا بجنوب لبنان مع الاحتلال الإسرائيلي لهضبة الجولان التي يمر بها الخط، وذلك في عام 1976م وتوقف العمل به نهائيًا في شهر اغسطس عام 1990م.

## سجل التراث الصناعي
سجلت هيئة التراث السعودية في 15 ديسمبر 2020م، خط أنابيب التابلاين في سجل التراث الصناعي الوطني كأول موقع تراث صناعي يتم تسجيله رسمياً في السعودية، تقديراً لأهميته التاريخية ولدلالاته التنموية والاقتصادية المرتبطة بمرحلة بدايات صناعة النفط.

## معرض صور

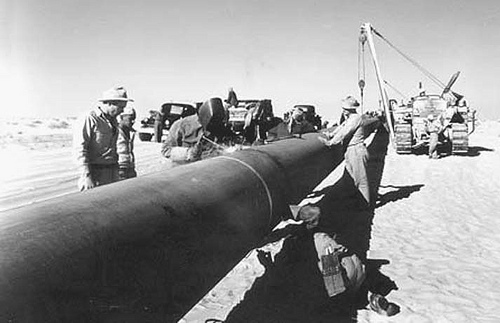
أثناء إنشاءه في عام 1949م
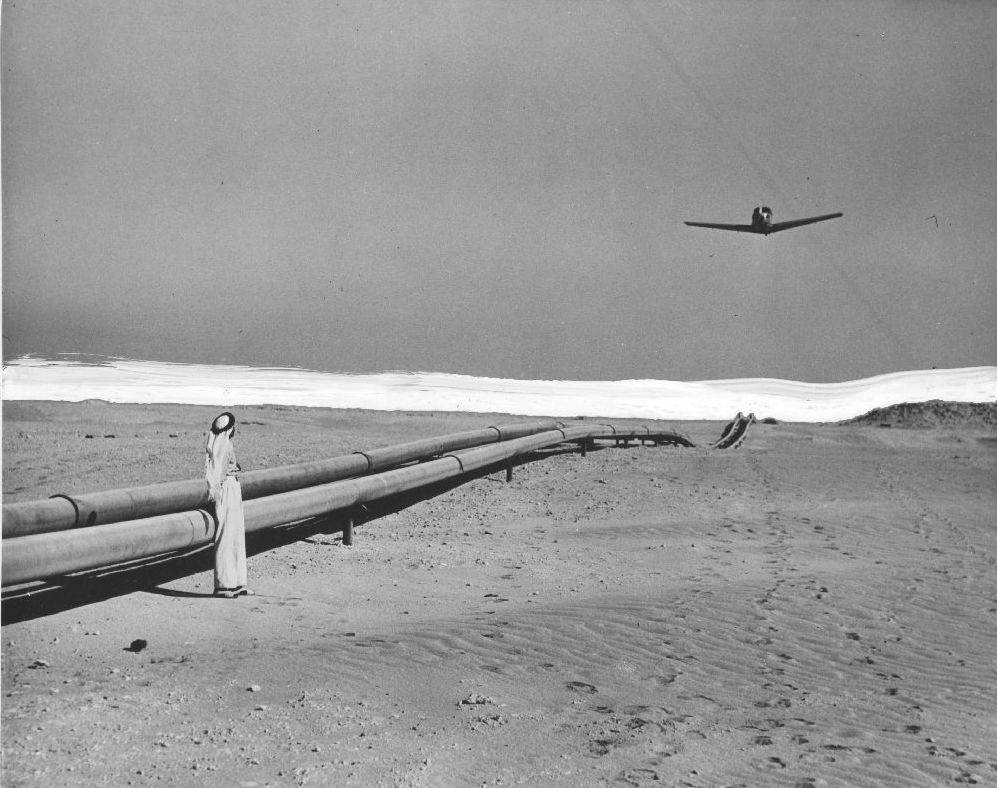
في عام 1950
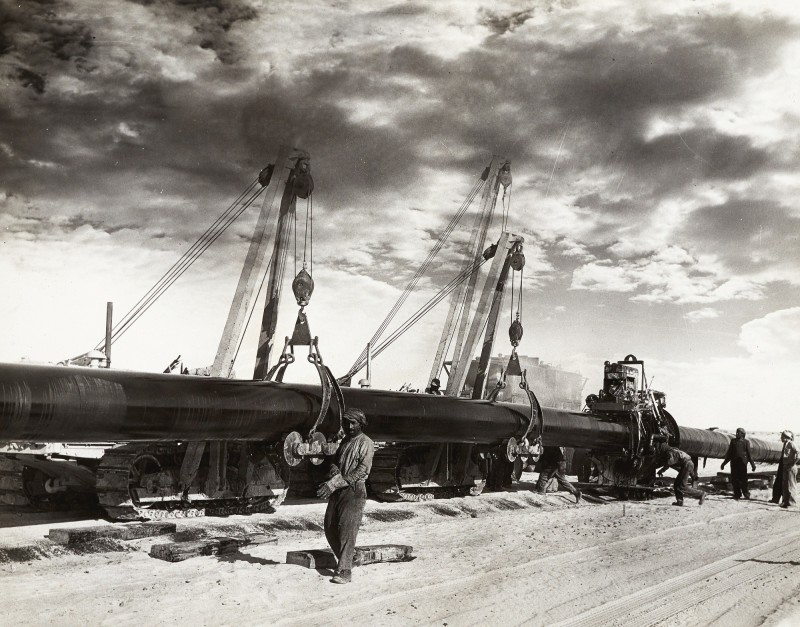
في الخمسينيات
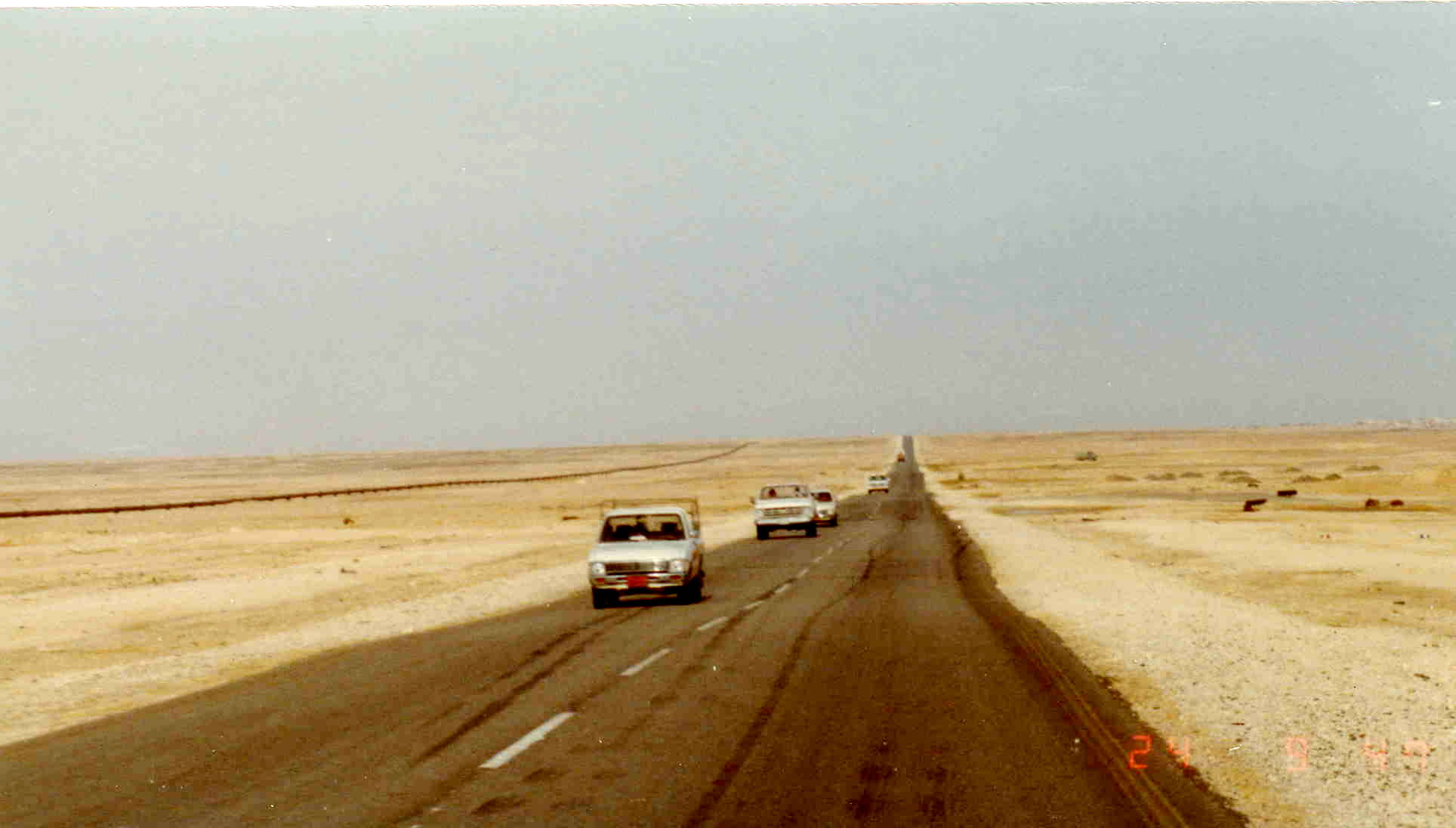
في عام 1982م
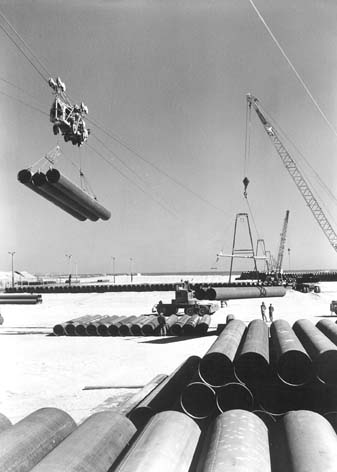
نقل الأنابيب من رأس المشعاب، ١٩٤٧م

## وصلات خارجية
- أرشيف المشرق
- أعداد مجلة التابلاين "Pipeline Periscope" من عام 1953 حتى 1974.
- اليمامة
- صور قديمة لاجزاء من محطة التابلاين في عرعر